# Mützenlanguren
Die Mützenlanguren oder Surilis (Presbytis) sind eine Primatengattung aus der Gruppe der Schlankaffen innerhalb der Familie der Meerkatzenverwandten. Die Gattung umfasst 19 Arten, die alle im westlichen Indonesien und auf der Malaiischen Halbinsel leben.

## Beschreibung
Mützenlanguren sind eher kleine, schlank gebaute Primaten. Ihr Fell ist an der Oberseite braun, grau oder schwarz und an der Unterseite weißlich, manchmal auch orangerot, bei manchen Arten gibt es Fellzeichnungen am Kopf oder an den Hüften. Namensgebend sind die Haare auf dem Kopf, die einen Schopf bilden. Von den anderen Languren unterscheiden sie sich durch Merkmale im Schädelbau (fehlende Überaugenwülste), in den Zähnen und durch die kleinen Daumen. Mützenlanguren erreichen eine Kopfrumpflänge von 42 bis 61 Zentimeter (mit 50 bis 85 Zentimeter langem Schwanz) und ein Gewicht von 5 bis 8 Kilogramm.

## Verbreitung und Lebensraum
Mützenlanguren leben im Süden der Malaiischen Halbinsel, auf Sumatra, Borneo, Java und kleineren vorgelagerten Inseln. Ihr Lebensraum sind Wälder, meist tiefer gelegene Primär- oder Sekundärwälder.

## Lebensweise
Mützenlanguren sind wie alle Altweltaffen tagaktiv. Sie verbringen fast ihr gesamtes Leben auf den Bäumen, sie sind gute Springer oder bewegen sich auf allen vieren fort. Diese Tiere leben überwiegend in Einmanngruppen von 4 bis 15 Tieren. Von einer Art, dem Mentawai-Langur, ist eine monogame Lebensweise bekannt, bei anderen Arten dürfte dies keine ursprüngliche Form sein, sondern eine Reaktion auf den Rückgang des Lebensraumes. Die Gruppen sind hierarchisch aufgebaut, die Kommunikation untereinander erfolgt mittels einer Reihe von Lauten und Körperhaltungen.

## Nahrung
Die Nahrung der Mützenlanguren besteht aus jungen Blättern, Früchten und Samen.

## Fortpflanzung
Nach fünf- bis sechsmonatiger Tragzeit kommt meist ein Jungtier zur Welt. Neugeborene Tiere sind weiß gefärbt und haben einen schwarzen Streifen am Rücken, manchmal auch ein kreuzförmiges Muster. Mit gut einem Jahr werden die Jungen entwöhnt und mit rund vier bis fünf Jahren sind sie geschlechtsreif. Ihre Lebenserwartung wird auf rund 20 Jahre geschätzt.

## Bedrohung
Als Regenwaldbewohner leiden sie vorrangig an der Zerstörung ihres Lebensraums durch Rodung. Einen untergeordneten Beitrag spielt die Bejagung, weil sie teilweise Plantagen verwüsten. Fast alle Arten werden von der Weltnaturschutzunion IUCN in der Roten Liste gefährdeter Arten als gefährdet, stark gefährdet oder vom Aussterben bedroht gelistet.

## Die Arten
Die Gattung der Mützenlanguren hat – vermutlich in Zusammenhang mit Schwankungen des Meeresspiegels  im Eiszeitalter – eine große Radiation erfahren. Es gibt zahlreiche unterschiedlich gefärbte Populationen mit unklarem systematischen Status. Da es kaum Unterschiede im Skelettbau gibt, werden die Arten vorrangig über Fellzeichnung und Laute definiert, dabei ist die Grenze zwischen Unterart und Art fließend. Die nachfolgende Liste folgt Mittermeier, Rylands & Wilson (2013), die 17 Arten unterscheiden. Außerdem werden die zwei im Juni 2020 in den Artstatus erhobenen Unterarten des Bindenlanguren aufgeführt.

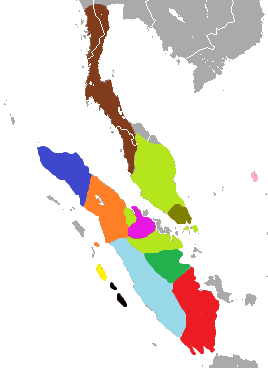
Die Verbreitung der Presbytis-Arten auf der Malaiischen Halbinsel und Sumatra
Robinsons Bindenlangur
Weißschenkliger Langur
Raffles Bindenlangur
Thomas-Langur
Schwarzer Kammlangur
Sumatra-Langur
Ostsumatra-Bindenlangur
Schwarzw. Kammlangur
Südlicher Kammlangur
Siberut-Langur
Mentawai-Langur
Natuna-Langur

- Der Schwarzweiße Kammlangur (P. bicolor) lebt nur in einem kleinen Gebiet auf Sumatra.
- Der Kalimantan-Langur (P. canicrus) kommt im Osten von Borneo vor.
- Der Sarawak-Langur (P. chrysomelas) ist auf der Insel Borneo endemisch.
- Der Java-Langur (P. comata) ist auf der Insel Java beheimatet.
- Raffles Bindenlangur (P. femoralis) ist dunkel gefärbt, er lebt im Süden der Malaiischen Halbinsel.[4]
- Der Weißstirnlangur (P. frontata) ist nach einem hellen Fleck an der Spitze des Kopfes benannt. Er lebt auf Borneo.
- Der Hose-Langur (P. hosei) hat ein graues Fell und auffällige Streifen auf den Wangen. Auch er ist auf Borneo endemisch.
- Der Sumatra-Langur (P. melalophos) ist auf Sumatra beheimatet.
- Der Südliche Kammlangur (Presbytis mitrata) lebt im Südosten von Sumatra.
- Der Natuna-Langur (P. natunae) lebt nur auf den zwischen der Malaiischen Halbinsel und Borneo gelegenen Natuna-Inseln.
- Der Mentawai-Langur (P. potenziani) kommt ausschließlich auf den Sumatra vorgelagerten Mentawai-Inseln vor.
- Der Ostsumatra-Bindenlangur (P. percura) lebt in einem kleinen Gebiet im Osten von Sumatra.[4]
- Robinsons Bindenlangur (P. robinsoni) kommt im Norden der Malaiischen Halbinsel vor.[4]
- Der Maronenlangur (P. rubicunda) ist nach seinem rötlich-braunen Fell benannt. Er ist auf Borneo endemisch.
- Der Sabah-Langur (P. sabana) kommt nur in Sabah vor.
- Der Weißschenklige Langur (P. siamensis) lebt auf der Malaiischen Halbinsel und Sumatra.
- Der Siberut-Langur (P. siberu) ist auf Siberut endemisch.
- Der Schwarze Kammlangur (P. sumatrana) lebt im Norden von Sumatra.
- Der Thomas-Langur (P. thomasi) hat ein grauschwarzes Fell und ist in der Provinz Aceh auf Sumatra beheimatet.

Die Haubenlanguren und Hanuman-Languren, die früher ebenfalls in die Gattung Presbytis gerechnet wurden, bilden heute eigenständige Gattungen.